# Ulica Włodzimierza Wielkiego we Lwowie
Ulica Włodzimierza Wielkiego we Lwowie (ukr. Володимира Великого) – ulica w południowej części Lwowa. Zaczyna się od ulicy Stryjskiej, kończy się na skrzyżowaniu z ulicami Kulparkowskiej oraz Iwana Wyhowskiego.
Dawniej ulica Zakładowa (od Zakładu dla Chorych Umysłowych na Kulparkowie). 